# Thomas Olsen
Thomas Fredrik Olsen, född 15 oktober 1897 i Hvitsten, död 20 juni 1969, var en norsk skeppsredare. Han var son till Fred. Olsen och sonson till Petter Olsen. Rudolf Olsen och Gösta Hammarlund var hans bröder. Han medägde och ledde familjerederiet Fred. Olsen & Co.
Thomas Olsen utbildade sig vid Clare College på University of Cambridge. Han började arbeta i faderns rederi 1920 och blev senare medägare. Efter faderns död 1933 drev han det i partnerskap med brodern Rudolf Olsen. 
Målaren Edvard Munch ägde från 1910 Nedre Ramme, granngård till Olsenfamiljens residens Lysedal i Hvitsten. Genom vänskapen med Munch kom Thomas och Henriette Olsen att införskaffa många kända Munchmålningar, bland annat en av varianterna av Skriet. Samlingen ärvdes testamentariskt av den yngre sonen Petter Olsen efter Henriette Olsen. Den äldre brodern Fred. Olsen öppnade rättssak i frågan, men förlorade tvistemålet i Oslo tingrett 2001, vilket utslag fastslogs i Borgarting lagmannsrett
året därpå.
Thomas Olsen var gift med Henriette Olsen. Paret hade sönerna Fred. Olsen och Petter Olsen. Anette Olsen är hans sondotter.